# Independence-X Aerospace
Independence-X Aerospace, ou plus connue sous le nom de IDXA, est une entreprise du secteur NewSpace spécialisée dans les systèmes de transport spatial, basée à Seremban, en Malaisie. Elle propose des services de capsules de rentrée pour expériences en microgravité, des services de lancement, le développement et lancement de satellites à faible coût, des services de station au sol, et ambitionne de mener des missions interplanétaires.

## Histoire
Independence-X Aerospace ou IDXA a été fondée en 2013 par Izmir Yamin, fondateur, PDG et directeur technique de l'entreprise, et est basée à Seremban, en Malaisie. À ses débuts, les initiatives étaient regroupées sous un groupe d'intérêt spécial (Special Interest Group) expérimentant diverses technologies de fusées à l’échelle de modèles d’ingénierie et en laboratoire. Ces recherches ont conduit au développement d’un système d’alimentation de pointe capable de réduire de moitié la masse des systèmes d’alimentation actuels pour la technologie des propergols liquides, tout en diminuant la consommation énergétique. Cette découverte permettra par la suite d'offrir des lancements plus rentables pour les clients futurs.
Profitant en outre de l’avantage géographique d’un site de lancement équatorial, le DNLV (Dedicated Nano Launch Vehicle) s’impose comme une solution de lancement privilégiée pour les satellites de petite taille, de type pico et nano.
Depuis 2003, trois modèles d’ingénierie différents ont été conçus, fabriqués et testés en vol, avec des succès remarquables, récompensés notamment par des médailles d’or en Europe pour leur caractère innovant. Les moteurs de fusée développés sont les suivants : 
- ID-1 (moteur à propergol solide, 2003),
- ID-2 (version améliorée – moteur à propergol solide, 2005),
- ID-3 (moteur à propergol liquide, 2006).

## Développements actuels

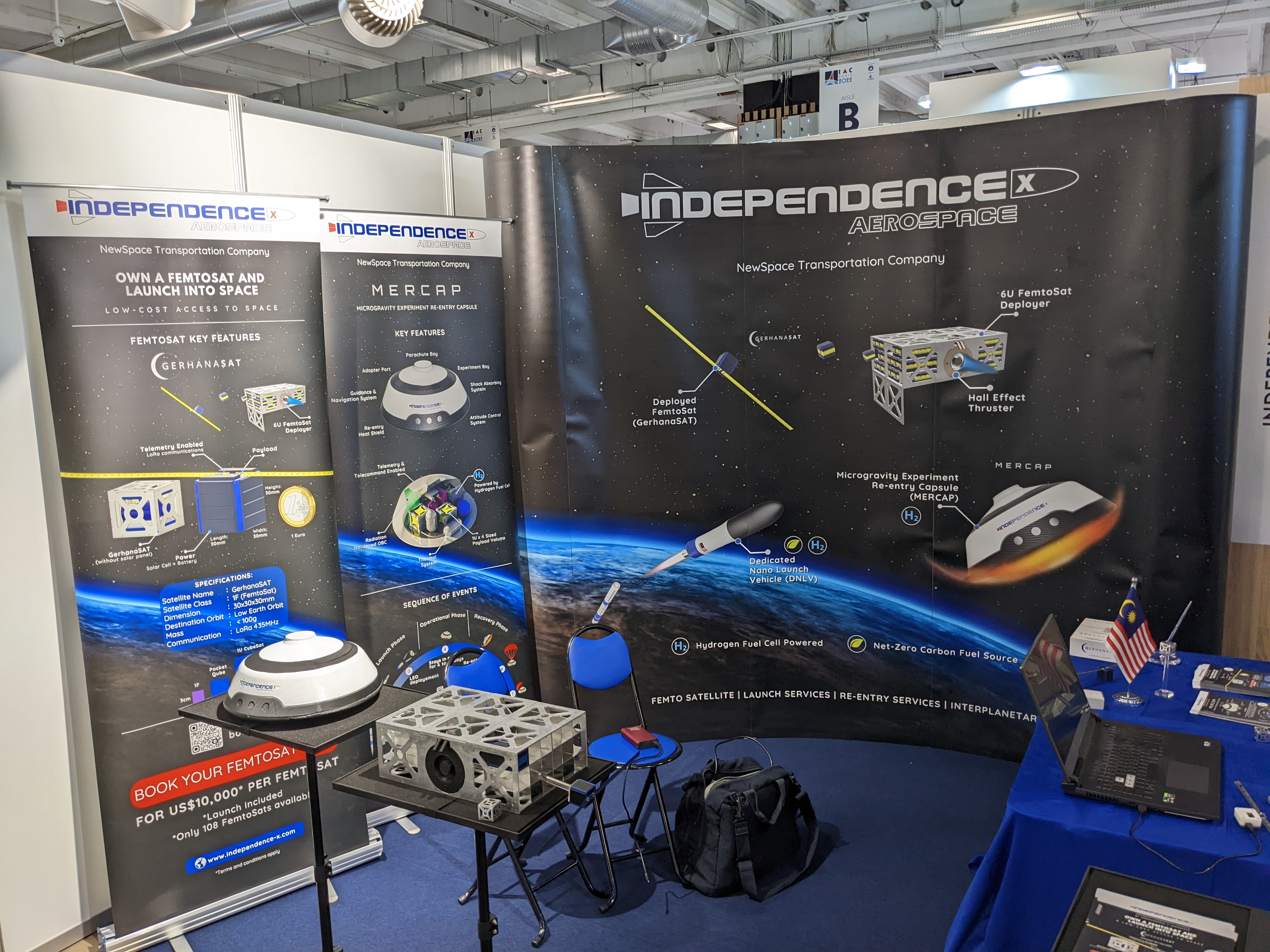
Produits d’Independence-X Aerospace présentés au IAC 2022.

### Lanceur commercial de nanosatellites
IDXA prévoit de fournir des services commerciaux de lancement de fusées vers l’orbite terrestre basse (LEO). Le lanceur s’appelle le Dedicated Nano Launch Vehicle (DNLV) et devrait être prêt pour une commercialisation en 2025, il a été présenté dans le rapport de la NASA « Small Spacecraft Technology: State of the Art » de décembre 2015. Le DNLV est capable d’offrir des services de lancement dédiés aux propriétaires de petits satellites et de cubesats, en les insérant sur l’orbite et l’inclinaison souhaitées. IDXA prévoit des lancements fréquents depuis un site de lancement proche de l’équateur, au moins deux fois par mois pendant la première année (soit 24 lancements par an). Le DNLV peut placer des charges utiles de 200 kg en orbite héliosynchrone (SSO) à 500 km d’altitude.

### Mission interplanétaire
La mission interplanétaire est actuellement en phase de planification pour après l’année 2020, où IDXA développe un véhicule aérien micro robotisé biomimétique à ailes battantes (B-MAV), une libellule robotisée destinée à explorer la surface martienne afin d’aider le futur rover de la NASA à naviguer plus facilement sur le terrain martien accidenté en fournissant un chemin évitant les obstacles.

### Capsule de rentrée
IDXA développe également une capsule de rentrée expérimentale en microgravité (MERCAP) pour de futures missions commerciales.